# Distretto di Kaho
Il distretto di Kaho (嘉穂郡, Kaho-gun?) è uno dei distretti della prefettura di Fukuoka, in Giappone. Attualmente fa parte del distretto solo il comune di Keisen.
| Controllo di autorità | VIAF (EN) 154777301 · LCCN (EN) n81035902 · J9U (EN, HE) 987007554891605171 · NDL (EN, JA) 00285587 |